# Bloemenpark Appeltern

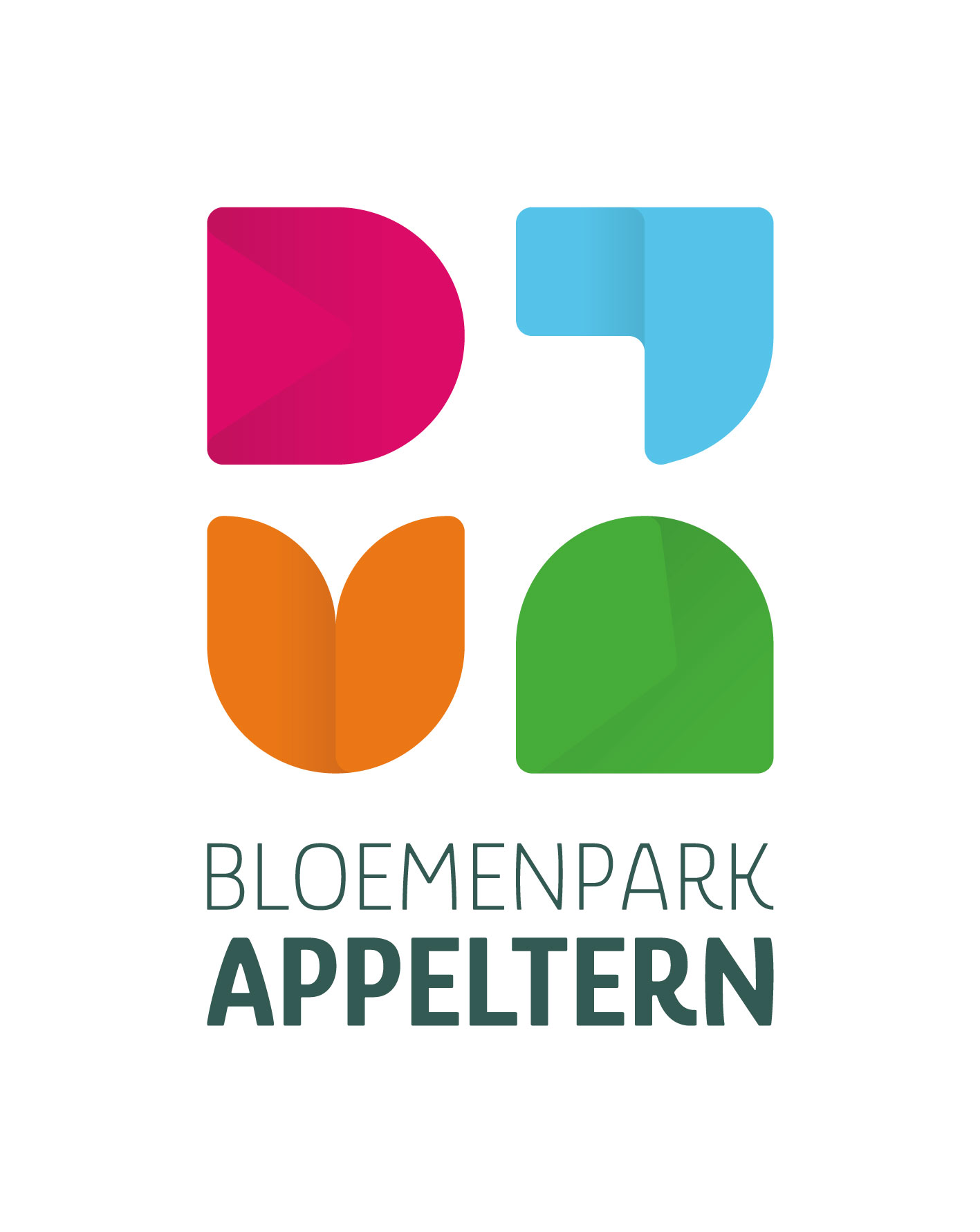
Beeldmerk

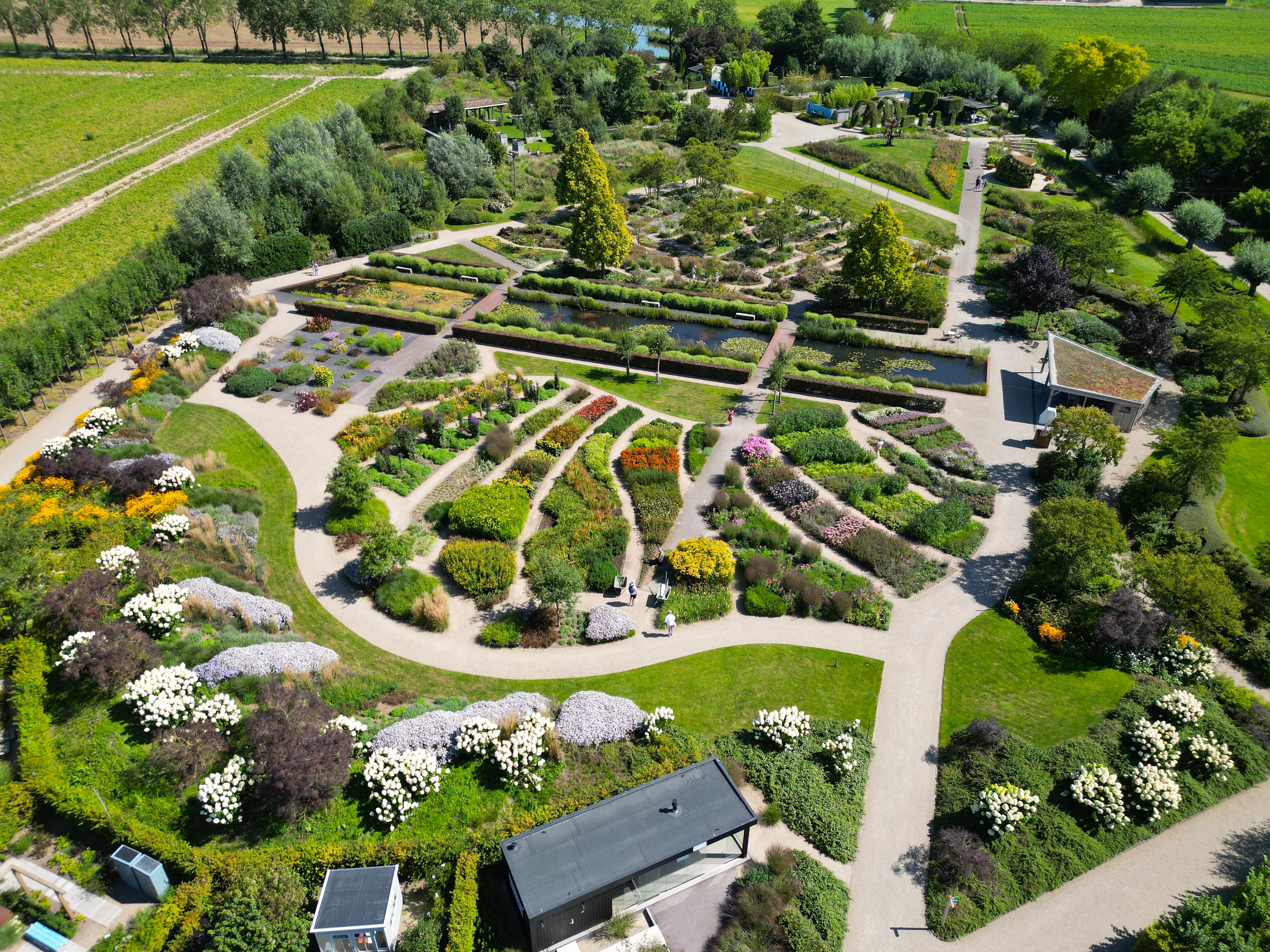
Nationale vaste plantentuin

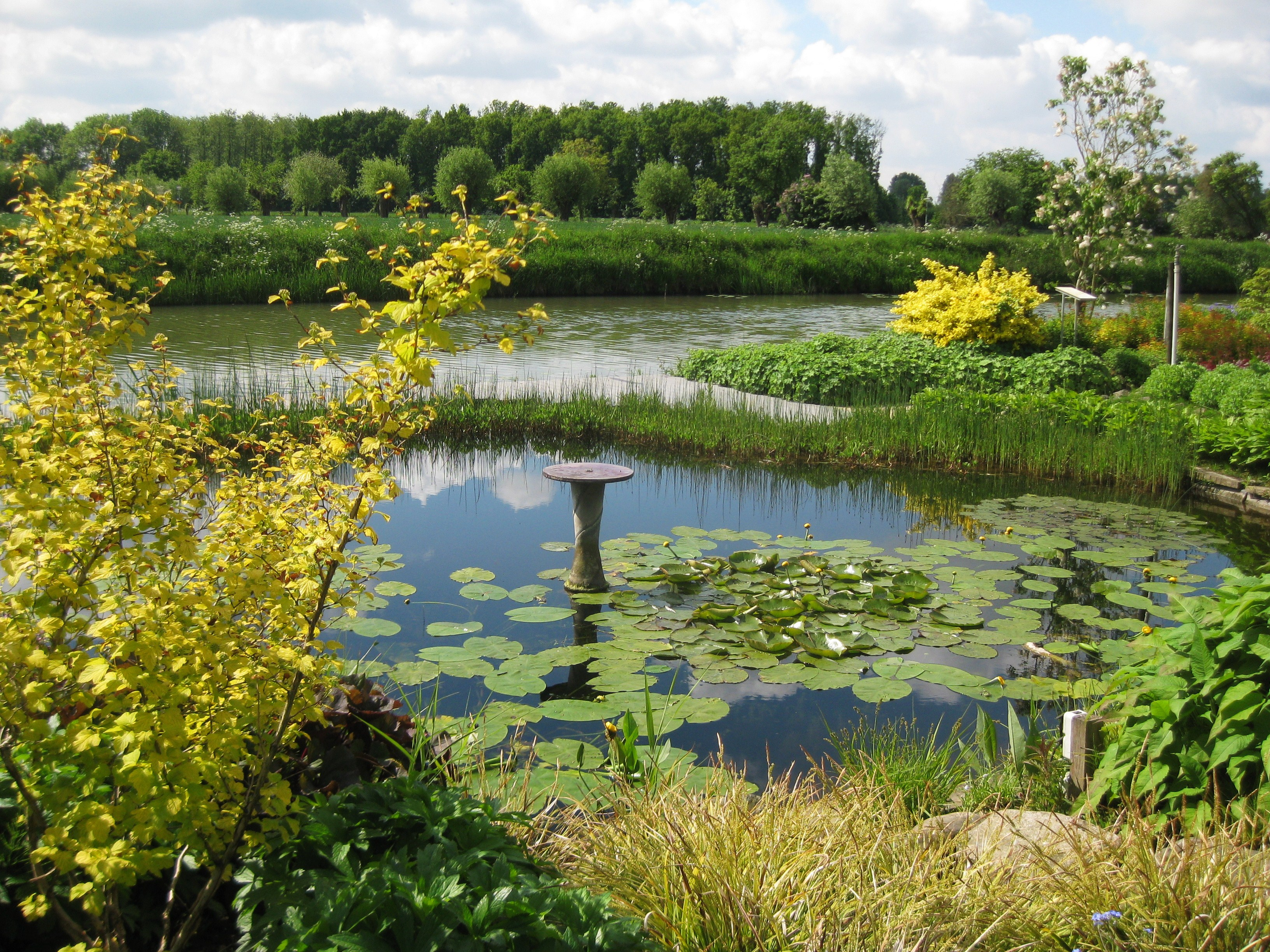
Vijvertuin

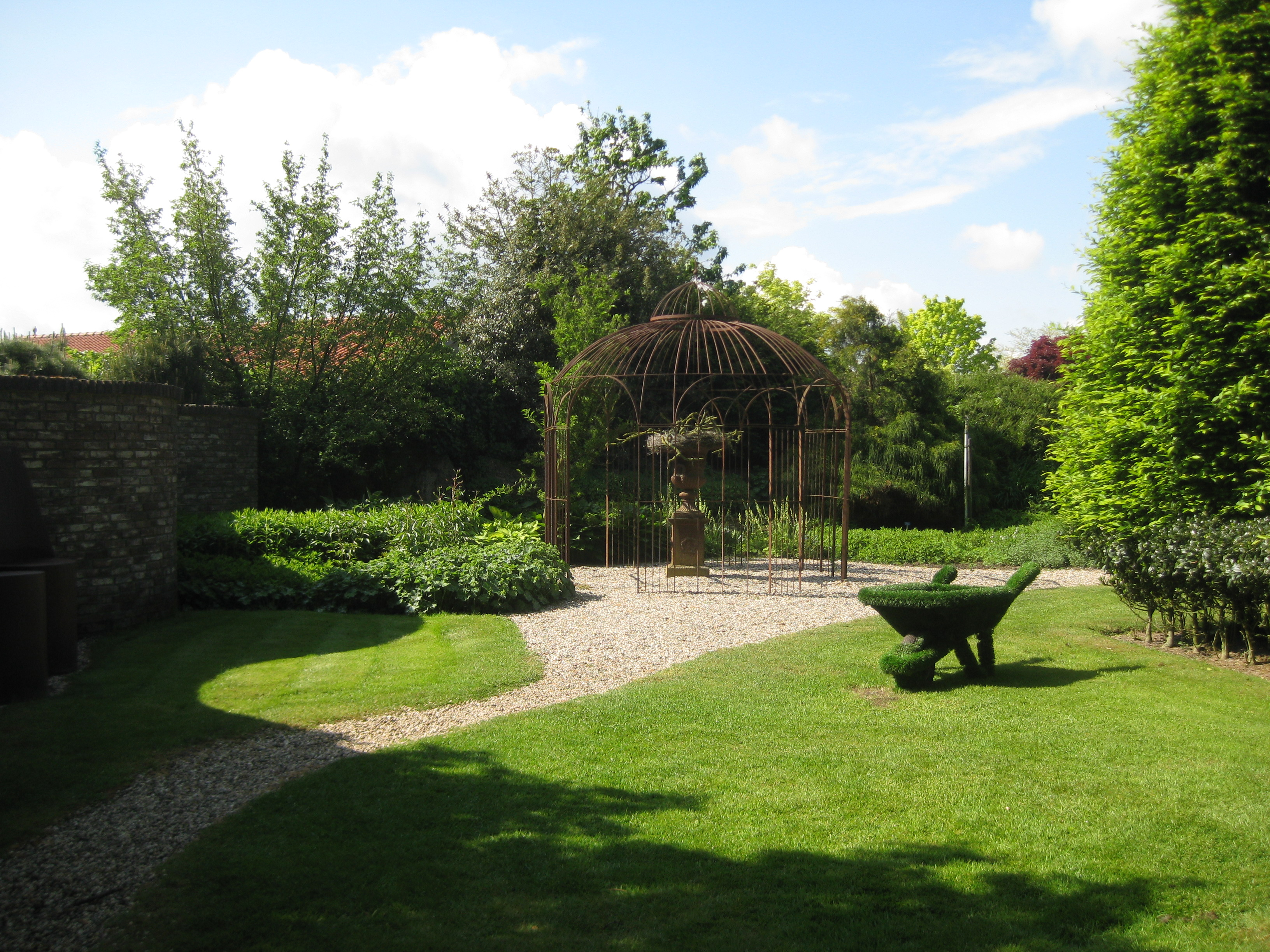
Modeltuin

Bloemenpark Appeltern, tot 2023 De Tuinen van Appeltern, is een bedrijf met een complex van modeltuinen dat zich sinds 1988 bevindt in de Gelderse plaats Appeltern, tussen Wijchen en Tiel in het Nederlandse Land van Maas en Waal. Het complex bestaat uit tweehonderd voorbeeldtuinen die deels zijn ontworpen door hovenier Ben van Ooijen en deels door tuinontwerpers, schrijvers van tuinboeken en tuinarchitecten. De tuinen zijn tegen betaling toegankelijk. Bezoekers krijgen allerlei adviesdiensten aangeboden, mede door de commerciële partners van het bedrijf.

## Geschiedenis
De geschiedenis van Bloemenpark Appeltern begint met de aanleg van een halve hectare aan voorbeeldtuinen bij hoveniersbedrijf Van Ooijen. In 2000 werden de eerste door architecten en auteur ontworpen tuinen geopend. In dat jaar kwam ook een samenwerkingsverband tot stand met andere grote bezoekerstuinen.
Het hoveniersbedrijf werd later bedrijfsmatig losgekoppeld van de voorbeeldtuinen. Van 2001 tot 2023 werd voor het publiek de naam 'De Tuinen van Appeltern' gebruikt. In 2023 verkocht Van Ooijen de tuinen aan het bedrijf Explora en werd de naam gewijzigd in 'Appeltern Adventure Gardens'. De overname was geen succes en de tuinen kwamen weer onder leiding Van Ooijen. De naam werd in 2024 gewijzigd in 'Bloemenpark Appeltern'.

## Kenmerken
Bloemenpark Appeltern ligt in een landelijk gebied tussen de rivieren de Maas en de Waal, net ten oosten van buurtschap De Tuut en het monumentale stoomgemaal De Tuut. Het complex lag oorspronkelijk aan de noordkant van de Nieuwe Wetering, het is in 2013 op de zuidoever daarvan uitgebreid van 15 naar 22 hectare. In het park is een natuurspeeltuin voor kinderen opgenomen.
Door het jaar heen groeien er 1660 verschillende soorten planten in tweehonderd compleet aangelegde modeltuinen. Er zijn onder meer balkontuinen, beeldentuinen, loungetuinen en vijvertuinen.
Allerlei elementen, zoals accessoires, bestrating en pleisterwerk zijn voorzien van informatie over het product en verkopers, zodat de tuin ook fungeert als etalage voor leveranciers. Daartoe werkt het bloemenpark samen met architecten, hoveniers, kwekers en andere exposanten.

## Bezoekers
Per jaar bezoeken circa 100.000 mensen Bloemenpark Appeltern. De bezoekers, in meerderheid vrouwen, kunnen zich betaald en onbetaald laten adviseren over aanschaf en onderhoud van planten en tuinbenodigdheden en over inrichting van de eigen tuin. Vaste bezoekers kunnen een abonnement aanschaffen.